# Бои под Заборечно
Сражение под Заборечно (пол. Bitwa pod Zaborecznem) — сражение между польскими партизанами «Батальонов хлопских» и немецкими полицаями, произошедшее 1 февраля 1943 года близ села Заборечно в Замойском районе Люблинского воеводства. Партизаны в ходе битвы на время приостановили продвижение немецких карательных отрядов и защитили село от грабежа.

## Предыстория
В конце 1942 — начале 1943 года руководство "генерал-губернаторства" начало депортацию поляков с территории оккупированной Польши.
Под выселение первой попала область Замостья (город Замостье и его окрестности). Оттуда начали депортировать поляков и переселять немецких колонистов.
26 января 1943 в Томашове-Любецком на почте было перехвачено сообщение начальнику полиции, в котором планировалось провести «пацификацию» села Заборечно (т.е. выселить часть поляков, а отказавшихся от выселения ликвидировать физически). Сообщение было немедленно отправлено капитану Батальонов Хлопских Францишеку Бартломовичу. Несмотря на страх репрессий и расстрела мирного населения, поляки решили не пустить немцев в село и защитить его любой ценой. Благодаря точно указанным дате и времени начала выселения поляков из Заборечно партизаны приготовили засаду, рассчитывая внезапно атаковать немцев.

## Ход битвы
1 февраля 1943 года в 8:00 отряды немецких карателей численностью около 600 человек, под командованием командира 1-го механизированного полицейского батальона, майора Эрнста Швайгера (Ernst Schweiger) вышли из деревень Немирувек и Антонювка в направлении Заборечно. 
Партизанам помогла снежная погода, осложнившая немцам продвижение по заснеженным дорогам.
Партизаны подготовили засаду в соседнем лесу и открыли огонь по немецкой колонне. Выходить из леса партизанам было запрещено приказом командования, поскольку в открытом поле они бы стали лёгкой мишенью. Несмотря на низкую точность стрельбы, партизаны нанесли огромный урон полицаям. Во второй половине дня немецкие войска, получив подкрепления из Крыниц, продолжили продвижение к деревне, однако их снова атаковал отряд партизан, который предвидел и эти действия немцев. Разгромленные войска Швайгера вынуждены были отступить, битва окончилась полной победой партизан.

### Потери
На следующий день после битвы «Пилорама Тарнаватка» получила именной заказ на 103 гроба для немецких солдат: именно столько, по официальным данным, было убито из механизированного батальона жандармерии.
Из партизан убитым оказался только тот, кто выскочил из леса, ослушавшись приказа: ещё двое раненых были доставлены в полевой госпиталь города Ружа. Позднее об этих двоих кто-то из местных жителей проболтался немецкой администрации, и вскоре каратели устроили в городе резню.

## Последствия
Битва завершилась полной победой партизан, и немцы на полгода прекратили даже вступать на территорию Замосцья.

### Доклад Швайгера
Эрвин Швайгер, составлявший доклад о нападении, сообщил, что их якобы атаковали 700-800 человек (тем самым он завысил численностью партизан в 3-4 раза). По его словам, в числе нападавших были вооружённые крестьяне и несдавшиеся в 1939 году польские солдаты, которые действовали очень слаженно, а у каждого партизана было своё именное оружие, которое те хорошо прятали. Основным фактором победы Швайгер назвал слаженные действия партизан и умелые распоряжения командира по кличке «Гржмот» (это было прозвище Бартломовича, настоящее имя его не было известно немцам). По ошибке Швайгер назвал «Гржмота» выходцем из Билгорайского повята (сам Бартломович жил в Томашове-Любецком).